# 신완순
신완순은 대한민국의 희극 배우, TV조선 기자를 거쳐 현재 대한민국의 변호사이다.

## 출연작

### 방송
- 코미디에 빠지다 (MBC) , 연예가 X파일(TV조선)